# Stazione meteorologica dell'Isola di Lampedusa
La stazione meteorologica di Lampedusa è la stazione meteorologica di riferimento relativa all'Isola di Lampedusa.

## Caratteristiche
La stazione meteorologica si trova nell'Italia insulare, in Sicilia, nel territorio del comune di Lampedusa e Linosa, a 22 metri s.l.m. e alle coordinate geografiche 35°30′13.56″N 12°36′12.24″E.

## Medie climatiche ufficiali

### Dati climatologici 1995-2019
In base alla media di riferimento (1995-2019), la temperatura media del mese più freddo, febbraio, si attesta a +14,7 °C; quella del mese più caldo, agosto, è di +28,2 °C. Le precipitazioni medie annue si attestano a 367,0 mm. L'anno più piovoso registrato è stato il 1957 con 829,0 mm, quello meno piovoso è stato il 1937 con 123,0 mm.

| Lampedusa (1995-2019) | Mesi | Mesi | Mesi | Mesi | Mesi | Mesi | Mesi | Mesi | Mesi | Mesi | Mesi | Mesi | Stagioni | Stagioni | Stagioni | Stagioni | Anno  |
| Lampedusa (1995-2019) | Gen  | Feb  | Mar  | Apr  | Mag  | Giu  | Lug  | Ago  | Set  | Ott  | Nov  | Dic  | Inv      | Pri      | Est      | Aut      | Anno  |
| --------------------- | ---- | ---- | ---- | ---- | ---- | ---- | ---- | ---- | ---- | ---- | ---- | ---- | -------- | -------- | -------- | -------- | ----- |
| T. max. media (°C)    | 17,6 | 17,6 | 19,0 | 21,3 | 25,2 | 28,9 | 31,4 | 31,9 | 29,9 | 27,2 | 23,1 | 18,9 | 18,0     | 21,8     | 30,7     | 26,7     | 24,3  |
| T. min. media (°C)    | 11,9 | 11,7 | 12,7 | 14,2 | 17,7 | 20,9 | 23,6 | 24,5 | 22,7 | 20,7 | 17,6 | 13,8 | 12,5     | 14,9     | 23,0     | 20,3     | 17,7  |
| Precipitazioni (mm)   | 79,6 | 38,6 | 29,3 | 9,1  | 5,5  | 0,7  | 0,2  | 2,3  | 23,0 | 41,1 | 67,0 | 70,6 | 188,8    | 43,9     | 3,2      | 131,1    | 367,0 |

## Valori estremi

### Temperature estreme mensili dal 1998 ad oggi
Nella tabella sottostante sono riportate le temperature massime e minime assolute mensili, stagionali ed annuali dal 1998 ad oggi, con il relativo anno in cui si queste si sono registrate. La massima assoluta del periodo esaminato di +43,9 °C risale all'agosto 1999, mentre la minima assoluta di +2,2 °C è del febbraio 1999.
| Lampedusa (1998-2023) | Mesi              | Mesi        | Mesi        | Mesi        | Mesi        | Mesi        | Mesi               | Mesi        | Mesi        | Mesi        | Mesi        | Mesi        | Stagioni | Stagioni | Stagioni | Stagioni | Anno |
| Lampedusa (1998-2023) | Gen               | Feb         | Mar         | Apr         | Mag         | Giu         | Lug                | Ago         | Set         | Ott         | Nov         | Dic         | Inv      | Pri      | Est      | Aut      | Anno |
| --------------------- | ----------------- | ----------- | ----------- | ----------- | ----------- | ----------- | ------------------ | ----------- | ----------- | ----------- | ----------- | ----------- | -------- | -------- | -------- | -------- | ---- |
| T. max. assoluta (°C) | 21,7 (2001)       | 22,9 (1998) | 28,0 (2001) | 30,0 (1999) | 31,3 (2001) | 37,3 (2007) | 40,9 (1998 e 2007) | 43,9 (1999) | 35,0 (2000) | 37,0 (1999) | 28,0 (1999) | 23,9 (1999) | 23,9     | 31,3     | 43,9     | 37,0     | 43,9 |
| T. min. assoluta (°C) | 5,0 (1999 e 2015) | 2,2 (1999)  | 6,0 (2005)  | 9,5 (2015)  | 12,1 (2000) | 15,0 (2002) | 19,4 (2005)        | 19,1 (2005) | 18,0 (2000) | 13,1 (2006) | 10,8 (1999) | 7,0 (2014)  | 2,2      | 6,0      | 15,0     | 10,8     | 2,2  |